# Casini
Casini is een plaats (frazione) in de Italiaanse gemeente Rufina.